# Calyptomerus dubius
Calyptomerus dubius is een keversoort uit de familie oprolkogeltjes (Clambidae). De wetenschappelijke naam van de soort werd in 1802 gepubliceerd door Thomas Marsham.